# Банионис, Юозас
Юозас Банио́нис (правильнее – Банёнис) (лит. Juozas Banionis; 8 августа 1890 — 30 июля 1961 Каунас) — литовский революционер, политический деятель. Отец Донатаса Баниониса.

## Биография
Родился в 1890 году в деревне Скряуджяй Пренайского района, Каунасского уезда Литвы (в то время Сувалкская губерния Российской империи). Работал профессиональным портным. Служил в Кадетском корпусе Русской императорской армии, участвовал в Первой мировой войне. Там заинтересовался революционными идеями и стал убежденным коммунистом - революционером.
В июле 1917 года – председатель литовской секции социал-демократов при Смоленском комитете РСДРП(б). В 1918—1919 член Вилкавишкиского революционного комитета, заместитель председателя совета Вилкавишкиского профсоюза рабочих. В 1919 году — член Вилкавишкиского подрайонного комитета. Осенью 1919 года вместе с товарищами организовал забастовку сельскохозяйственных рабочих земли Сувалкия. В 1919 году был заключен в тюрьму националистическими властями Литвы.
В 1929—1931 годах жил в Бразилии, работал портным, выпускал прокоммунистическую газету. За антиправительственную деятельность был арестован и выслан из страны. Вернулся в Литву, работал портным на дому, продолжая подпольную деятельность. Во время избирательной кампании 1940 года в Третий Сейм выступал на митингах от имени КПЛ. После присоединения к СССР и установления советской власти работал на партийных, административных и хозяйственных должностях в Жалёйи (Вилкавишкский район) и Каунасе.

## Личная жизнь
В период проживания в Вилкавишкисе познакомился с местной жительницей Оной Блажайтите (Ona Blažaitytė-Banionienė, 1900—1977), на которой позже женился. Имел от первой жены двоих детей — Дануту (Danutė Banionytė, род. ок. 1920—1922) и Донатаса (Donatas Banionis, 1924—2014). После возвращения из Бразилии, в 1931 году, вернуться к первой жене уже не смог. В результате развода в 1934 году остался жить с сыном Донатасом в Каунасе, тогда как дочь Данута с матерью уехали жить на родину в Вилкавишкис. Через несколько лет вторично женился на Барборе Банёнене (Barbora Banionienė), имел от неё дочь Ирену (Irena Banionytė, род. в конце 1930-х гг.).